# William Douglas Stewart
Pour les articles homonymes, voir William Stewart et Stewart.
William Douglas Stewart (26 mars 1938-2 mars 2018) est un homme politique fédéral canadien de Colombie-Britannique.

## Biographie
Né à Victoria en Colombie-Britannique, Stewart exerce le métier d'avocat.
Élu député libéral d'Okanagan—Kootenay en 1968, il est réélu en 1972. Il choisit de ne pas se représenter en 1974.